# 버락 오바마의 첫 취임식 초대장

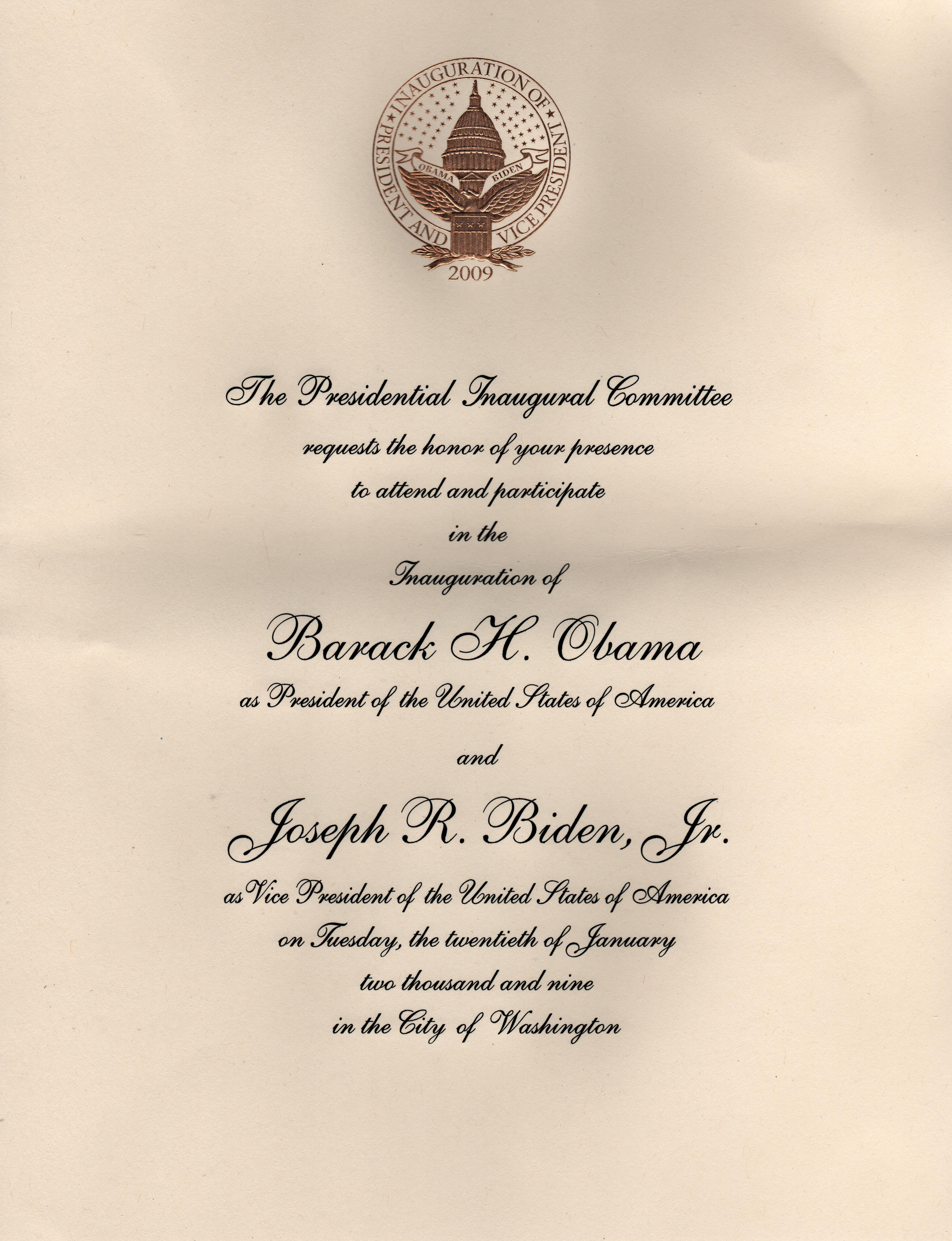
버락 오바마 취임식 초대장의 모습

버락 오바마 취임식 초대장 백만 부가 2009년 1월 첫째 주에 발송되었다. 2008년 12월 11일부터 2009년 1월 2일 사이에 인쇄된 이 초대장들은 버락 오바마의 취임식을 제44대 미국 대통령으로 축하하기 위해 사람들을 초대했다. 이 초대장들은 1949년 해리 S. 트루먼 취임식 이래로 금색 인장과 검은색 필기체의 기본 디자인을 유지해왔지만, 이번 초대장은 국제삼림관리협의회 (FSC) 인증을 받은 회사들이 재활용 종이를 사용하여 친환경 방식으로 제작되었다.

## 제작과 준비

### 디자인
초대장은 1949년 1월 20일 해리 S. 트루먼의 대통령 취임식 이후로 동일한 디자인을 따르고 있다. 초대장은 페이지 상단에 금색 양각 취임식 인장이 있고, 셸리 알레그로(Shelley Alegro) 및 퀸슬러(Kuenstler) 서체를 사용한 검은색 잉크 필기체가 있다. 초대장에는 "대통령 취임식 위원회는 2009년 1월 20일 화요일 워싱턴시에서 열리는 버락 H. 오바마의 미국 대통령 취임식과 조셉 R. 바이든 주니어의 미국 부통령 취임식에 귀하의 참석과 참여의 영광을 요청합니다"라고 적혀 있다.

### 인쇄

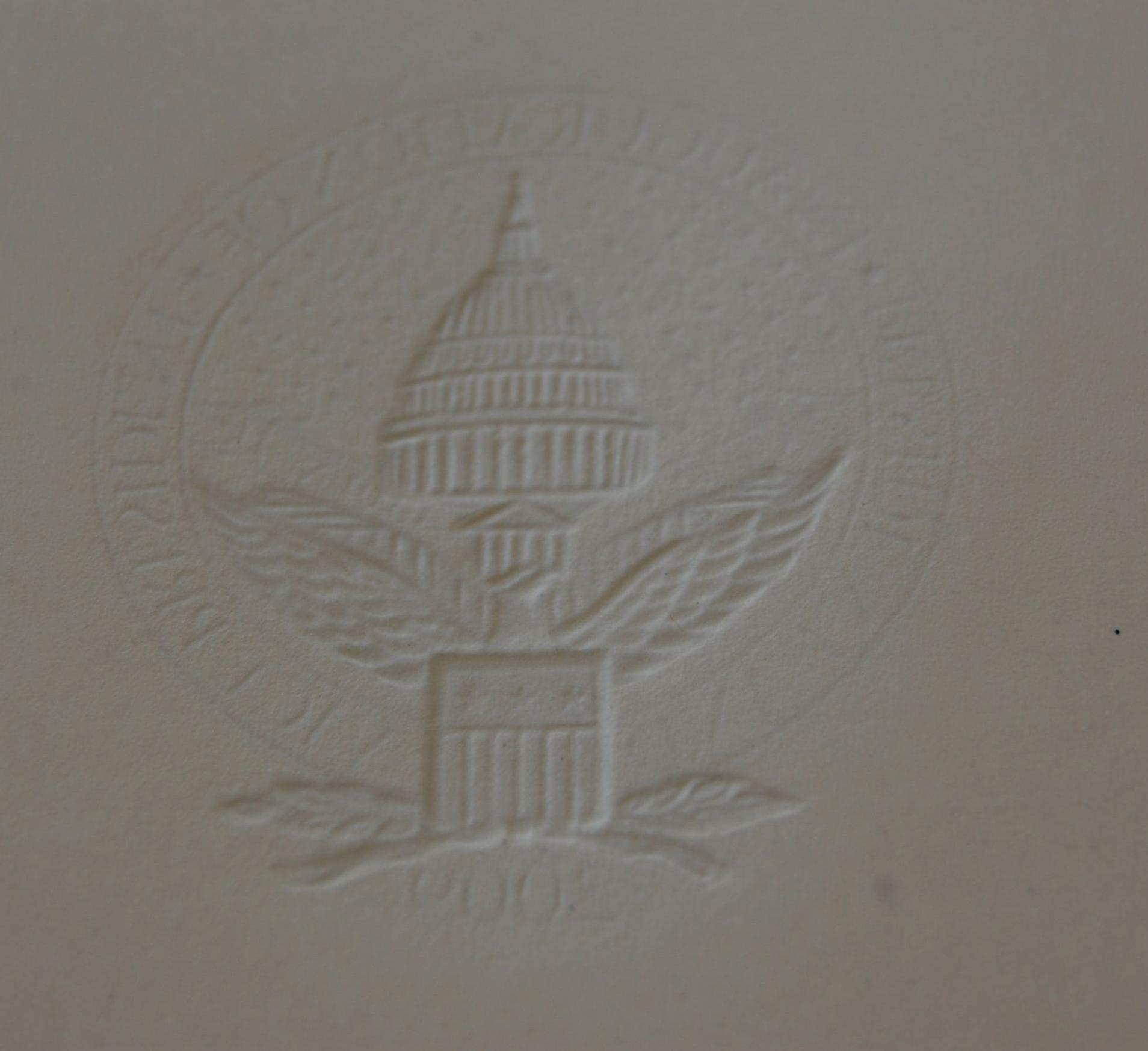
오바마 취임식 초대장 인장 뒷면

초대장용 잉크는 시카고 회사 BuzzInk가 공급했고, 합동의회 취임식 위원회는 초대장 인쇄를 위해 뉴욕 브루클린의 프리사이즈 콘티넨탈(Precise Continental)을 선정했다. 프리사이즈 콘티넨탈은 조합 회사이고 재활용 종이를 사용하며 국제삼림관리협의회 인증을 받았기 때문에 선정되었다. 초대장 인쇄 기법은 인그레이빙이었다. 디자인은 구리판 표면에 새겨진 다음 잉크가 칠해져 인쇄기와 종이 한 장에 삽입되었다. 그 결과는 페이지 앞면에는 약간 볼록하게, 뒷면에는 약간 오목하게 새겨진 인상이다. 첫 번째 판은 대통령의 중간 이니셜 없이 새겨져 폐기해야 했다. 금색 인장은 세 번의 인쇄 과정을 거쳐 새겨졌다. 첫 번째 인쇄에서는 거친 질감의 기본적인 금색 형태가 깔렸다. 두 번째 인쇄에서는 매끄러움과 광택이 더해졌고, 마지막 인쇄에서는 인장에 미세한 세부 사항이 추가되었다. 2008년 12월 11일부터 2009년 1월 2일까지 매일 20시간 동안 백만 부의 초대장이 인쇄되었고, 직원들은 두 교대로 일했으며 크리스마스와 새해에만 휴식을 취했다. 초대장은 11x17인치 종이에 한 장씩 인쇄된 다음 8½x11인치로 절반으로 잘렸다.

### 종이
초대장 인쇄에 사용된 종이는 원래 미시간주에서 왔다. 그랜드 래피즈의 현지 회사에서 수거된 폐지는 루이스 패드노스 아이언 앤 메탈(Louis Padnos Iron & Metal)이 수집했다. 이 폐지는 위스콘신으로 운송되어 펄프로 만들어졌다. 또 다른 FSC 인증 회사인 니나 페이퍼(Neenah Paper) 소유의 화이팅 제지 공장(Whiting Paper Mill)은 펄프를 니나 페이퍼에서 제조한 클래식 크레스트 리사이클 100 내추럴 화이트 페이퍼(CLASSIC CREST Recycled 100 Natural White Papers)로 변환했는데, 이 종이는 FSC 인증 섬유를 포함하며 완전히 탄소 중립적이고 염소 없는 공정으로 100% 재생 가능한 친환경 에너지로 만들어진다. 종이는 또 다른 FSC 인증 회사인 Central National-Gottesman에 의해 프리사이즈(Precise)로 배달되었다.

### 우편 발송
뉴욕 스태튼 아일랜드의 프롬프트 메일러즈(Prompt Mailers)는 초대장을 발송했는데, 여기에는 대통령 취임식 위원회의 편지와 취임식 상점의 전단지가 포함되어 있었다. 2008년 12월 31일부터 2009년 1월 7일 사이에 매시간 3,100~3,500개의 봉투가 채워지고 봉인되었다.

## 수신자

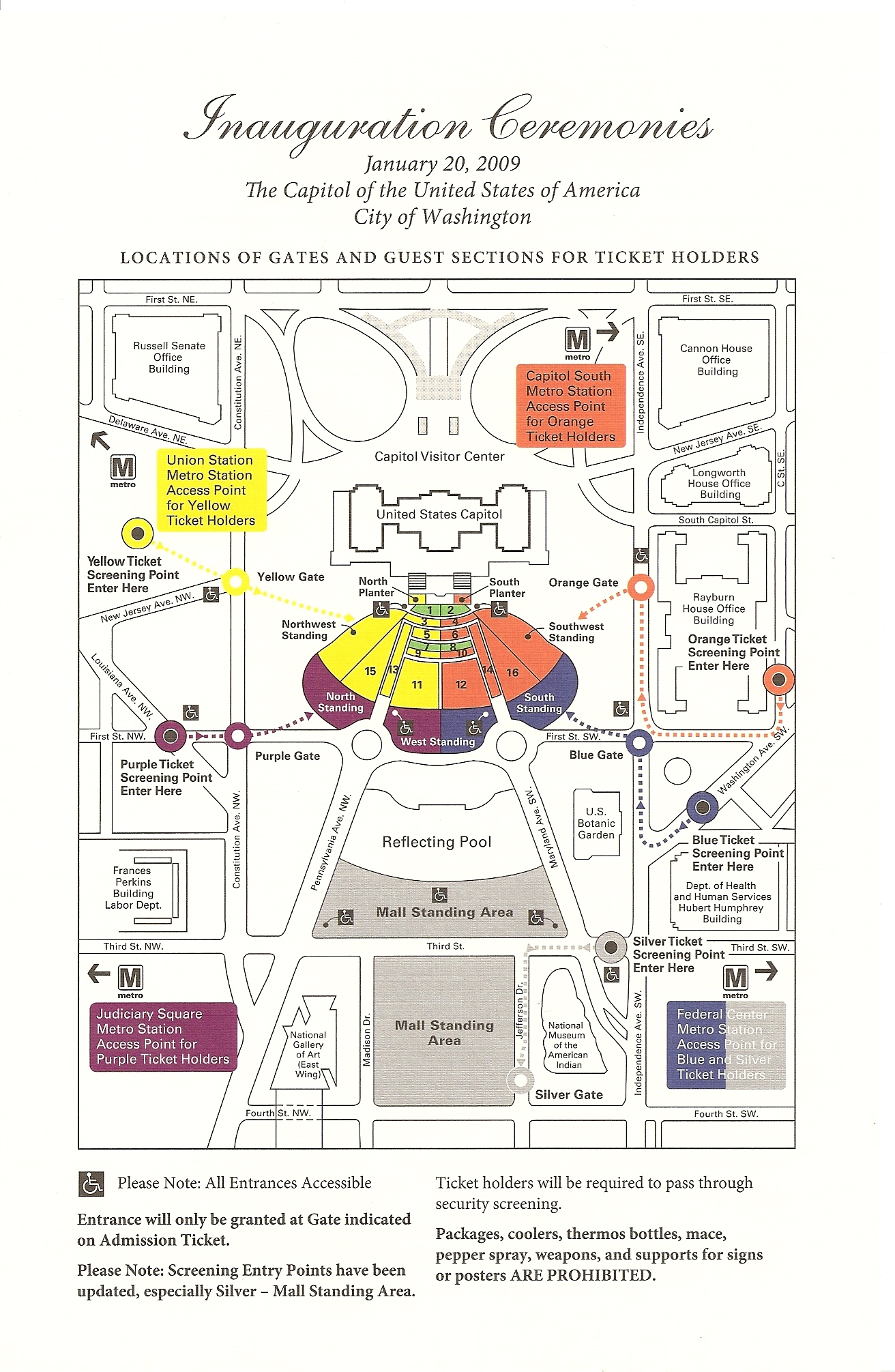
합동의회 취임식 위원회의 공식 지도에 색깔로 구분된 할당된 입구와 좌석 구역이 표시되어 있다.

초대장은 미국 외교 사절단장과 그 배우자에게 발송되었지만, 다른 외국 대표에게는 발송되지 않았다. 그 결과, 조선민주주의인민공화국의 고위 특사 파견 제안은 거부되었다. 터스키기 에어맨은 취임식에 초대된 손님 중 한 명이었다. 조종사 체슬리 설렌버거를 포함한 US 에어웨이스 1549편의 5인승 승무원도 초대되었다. 비욘세, 제이Z, 스티븐 스필버그, 매직 존슨, 더스틴 호프먼, 무하마드 알리, 존 큐색, 오프라 윈프리와 같은 연예계 인사들도 초대장을 받았고, 캘리포니아 주지사 아놀드 슈워제네거, 매사추세츠 상원의원 에드워드 M. 케네디, 애리조나 상원의원 존 매케인과 같은 정치인들도 초대장을 받았다. 복음주의 목사 릭 워렌에게 보낸 초대장은 일부 비판을 불러일으켰다.
87세의 사라 오바마는 오바마의 케냐 친척 그룹을 아버지의 고향인 코겔로에서 이끌었다. 케냐에서 워싱턴으로 손님으로 온 다른 친척으로는 오바마의 이모인 매기 오바마와 삼촌인 사이드 오바마가 있었다.
일반 대중도 취임식에 초대장을 받았다. 초대장은 지역구 주민들에게 발송되었는데, 이들은 제111대 미국 의회의 하원 및 상원 의원들이 배포한 240,000장의 색깔별 취임식 티켓 중 하나를 받았다.